# Ezechiel (imię)
Ezechiel – imię męskie pochodzenia biblijnego. Wywodzi się od hebrajskiego imienia Jechezkel (hebr. ‏‏יְחֶזְקֵאל‎) oznaczającego Bóg umacnia.
Ezechiel był jednym z najważniejszych proroków Starego Testamentu. Kościół katolicki notuje kilku świętych lub błogosławionych o tym imieniu.
Ezechiel imieniny obchodzi 10 kwietnia i 19 sierpnia.

## Imiennicy
- Ezechiel – prorok biblijny
- Ezekiel Jackson – amerykański kulturysta i wrestler (właśc. Rycklon Stephens)
- Ezekiel Kemboi – kenijski lekkoatleta
- Ezechiel Przemysław Podgórski – polski inżynier i działacz niepodległościowy.